# 1755
Năm 1755 (số La Mã: MDCCLV) là một năm thường bắt đầu vào thứ Tư trong lịch Gregory (hoặc một năm thường bắt đầu vào Chủ Nhật của lịch Julius chậm hơn 11 ngày).

## Sinh
- 11 tháng 1 - Alexander Hamilton, nhà chính trị Mỹ (mất 1804)
- 25 tháng 1 - Paolo Mascagni, nhà giải phẫu (mất 1815)
- 11 tháng 2 - Albert Christoph qua đời, nhà soạn nhạc người Đức (mất 1822)
- 3 tháng 4 - Simon Kenton, (mất 1836)
- 16 tháng 4 - Elisabeth-Louise Vigée-Le Brun, họa sĩ người Pháp (mất 1842)
- 21 tháng 5 - Alfred Moore, thẩm phán người Mỹ (mất 1810)
- 06 tháng 6 - Nathan Hale, thuyền trưởng người Mỹ Chiến tranh cách mạng, nhà văn, nhà yêu nước (mất 1776)
- 30 tháng 6 - Paul François Jean Nicolas Barras, chính trị gia Pháp (mất 1829)
- 09 tháng 9 - Benjamin Bourne, chính trị gia người Mỹ (mất 1808)
- 24 tháng 9 - John Marshall, luật gia người Mỹ (mất 1835)
- 2 tháng 11 - Maria Antonia, Nữ Đại vương công Áo và Vương hậu nước Pháp (mất 1793)
- 12 tháng 11 - Gerhard von Scharnhorst, người Phổ (mất 1813)
- 17 tháng 11 - XVIII của Pháp Louis
- 17 tháng 11 - Charles Manners-Sutton, Đức Tổng Giám mục của Canterbury (mất 1828)
- không rõ - Vũ Văn Nhậm, tướng lĩnh nhà Tây Sơn (mất 1788)